# Desert Research Foundation of Namibia
Die Desert Research Foundation of Namibia (DRFN; zu deutsch etwa Stiftung für Wüstenforschung in Namibia) ist eine private Forschungseinrichtung, seit 1998 in staatlichem Joint-Venture in Namibia. Der Forschungsschwerpunkt ist die Wüste, insbesondere die Namib.  Unter anderem nutzten das namibische Ministerium für Umwelt, Forstwirtschaft und Tourismus und die Deutsch-Namibische Gesellschaft viele der Forschungsergebnisse für die Umweltpolitik von Namibia.
Zur Stiftung für Wüstenforschung gehört unter anderem auch die im Naturschutzgebiet Namib-Naukluft-Park gelegene einzige ganzjährig besetzte Wüstenforschungs- und Trainingsstation Gobabeb (Gobabeb Namib Research Institute).